# Spoorwiekgans
De spoorwiekgans (Plectropterus gambensis) is een vogel uit de familie Anatidae. De wetenschappelijke naam van de soort gepubliceerd in 1766 door Linnaeus.

## Kenmerken
Deze vogel heeft een zwart verenkleed met een groene glans. De onderzijde, de borst en wangen hebben een witte kleur. De snavel is, evenals de knobbel aan de basis van de bovensnavel, rood. Zijdelings van de vleugels bevinden zich zeer sterke sporen.

## Voorkomen
De soort komt wijdverbreid voor in  Afrika en telt twee ondersoorten:
- Plectropterus gambensis gambensis: van Gambia tot Ethiopië en zuidelijk tot Angola en Mozambique.
- Plectropterus gambensis niger: Namibië, Zimbabwe en Zuid-Afrika.

De vogel leeft in rietvelden, onder struikgewas en in holle bomen.

## Beschermingsstatus
Op de Rode Lijst van de IUCN heeft de soort de status niet bedreigd.
Boomeenden (Dendrocygninae) · Witrugeend (Thalassorninae) · Zwanen en ganzen (Anserinae) · Stippeleend (Stictonettinae) · Spoorwiekgans (Plectropterinae) · Halfganzen (Tadorninae) · Grondeleenden en duikeenden (Anatinae) · Eiders, zee-eenden, zaagbekken, etc (Merginae) · Stekelstaarteenden (Oxyurinae)